# Boux-sous-Salmaise
Boux-sous-Salmaise  ist eine französische Gemeinde mit 125 Einwohnern (Stand 1. Januar 2022) im Département Côte-d’Or in der Region Bourgogne-Franche-Comté. Sie gehört zum Arrondissement Montbard und zum gleichnamigen Kanton Montbard. 
Sie grenzt im Nordwesten an Thenissey, im Norden an Frôlois, im Nordosten an Source-Seine, im Südosten an Salmaise, im Süden an Villeberny, im Südwesten an Jailly-les-Moulins und im Westen an Hauteroche.

## Bevölkerungsentwicklung
| Jahr                       | 1962 | 1968 | 1975 | 1982 | 1990 | 1999 | 2008 | 2015 |
| -------------------------- | ---- | ---- | ---- | ---- | ---- | ---- | ---- | ---- |
| Einwohner                  | 246  | 247  | 207  | 170  | 170  | 149  | 146  | 128  |
| Quellen: Cassini und INSEE |      |      |      |      |      |      |      |      |